# Дечен
28°12′00″ пн. ш. 98°59′00″ сх. д. / 28.2° пн. ш. 98.983333333333° сх. д.
Дечен (кит. 德钦县, пін. Déqīn Xiàn, трансліт. Dêqên) — один із повітів КНР у складі Дечен-Тибетської автономної префектури, провінція Юньнань. Адміністративний центр — містечко Шенпін.

## Географія
Дечен лежить у горах Гендуаншань на північному заході провінції. Західна частина повіту лежить у долині Меконга; східним кордоном повіту слугує річка Цзіньша.

### Клімат
Повіт знаходиться у зоні, котра характеризується приполярним океанічним кліматом. Найтепліший місяць — липень із середньою температурою 13,6 °C. Найхолодніший місяць — січень, із середньою температурою -1,4 °С.
| Клімат повіту Дечен     | Клімат повіту Дечен | Клімат повіту Дечен | Клімат повіту Дечен | Клімат повіту Дечен | Клімат повіту Дечен | Клімат повіту Дечен | Клімат повіту Дечен | Клімат повіту Дечен | Клімат повіту Дечен | Клімат повіту Дечен | Клімат повіту Дечен | Клімат повіту Дечен | Клімат повіту Дечен |
| Показник                | Січ.                | Лют.                | Бер.                | Квіт.               | Трав.               | Черв.               | Лип.                | Серп.               | Вер.                | Жовт.               | Лист.               | Груд.               | Рік                 |
| Середній максимум, °C   | 6                   | 6,4                 | 8,3                 | 11,8                | 15,8                | 18,8                | 19,1                | 18,8                | 17,4                | 14                  | 10,1                | 7,3                 | 12,8                |
| Середня температура, °C | −1,4                | −0,3                | 2,2                 | 5,4                 | 9,6                 | 12,9                | 13,6                | 13,1                | 11,5                | 7,2                 | 2,6                 | −0,6                | 6,3                 |
| Середній мінімум, °C    | −6,2                | −4,9                | −1,9                | 1                   | 4,9                 | 9                   | 10,3                | 10,2                | 8,4                 | 3,4                 | −1,7                | −5,5                | 2,3                 |
| Норма опадів, мм        | 7.8                 | 19.2                | 51.6                | 64.2                | 55.7                | 59.5                | 126                 | 111.7               | 68.5                | 48.5                | 21.2                | 6.1                 | 640                 |
| Вологість повітря, %    | 55                  | 61                  | 69                  | 70                  | 71                  | 76                  | 82                  | 83                  | 81                  | 74                  | 65                  | 54                  | 70.1                |
| ----------------------- | ------------------- | ------------------- | ------------------- | ------------------- | ------------------- | ------------------- | ------------------- | ------------------- | ------------------- | ------------------- | ------------------- | ------------------- | ------------------- |
| Джерело: data.cma.cn    |                     |                     |                     |                     |                     |                     |                     |                     |                     |                     |                     |                     |                     |